# Генган (округ)
Генган (фр. Guingamp) — округ (фр. Arrondissement) во Франции, один из округов в регионе Бретань. Департамент округа — Кот-д’Армор. Супрефектура — Генган.
Население округа на 2019 год составляло 125 097 человек. Плотность населения составляет 54 чел./км². Площадь округа составляет 2322,68 м².

## Состав
Кантоны округа Генган (c 1 января 2017 г.):
- Бегар (частично)
- Генган
- Каллак
- Пемполь (частично)
- Плело (частично)
- Плуа (частично)
- Ростренен

Кантоны округа Генган (c 22 марта 2015 г. по 31 декабря 2016 г.):
- Бегар (частично)
- Генган (частично)
- Каллак
- Мюр-де-Бретань (частично)
- Плело (частично)
- Плуа (частично)
- Ростренен

Кантоны округа Генган (до 22 марта 2015 года):
- Бегар
- Бель-Иль-ан-Тер
- Бурбриак
- Генган
- Гуарек
- Каллак
- Маэль-Каре
- Мюр-де-Бретань
- Плуага
- Понтриё
- Ростренен
- Сен-Никола-дю-Пелем